# Малі Лучки
Малі Лучки (рос. Малые Лучки) — село в Хорольському районі Приморського краю Росії. Входить до складу Лучкинського сільського поселення.

## Населення
Чисельність населення за роками:
| 2002 | 2010 |
| ---- | ---- |
| 89   | 76   |

За даними перепису населення 2010 року на території села проживало 76 осіб. Частка чоловіків у населенні складала 48,7% або 37 осіб, жінок — 51,3% або 39 осіб. Національний склад станом на 2002 рік: росіяни — 70,8% або 63 особи, українці — 24,7% або 22 особи.